# Основний стан квантовомеханічної системи

Основним станом квантовомеханічної системи називається стаціонарний стан із найменшою енергією.
У квантовій механіці спектр гамільтоніана, тобто спектр можливих значень енергії, завжди обмежений знизу, тож серед його власних значень завжди знаходиться найменше.

## Властивості
Стан із найменшим значенням енергії невироджений.
В одновимірному випадку хвильова функція основного стану не має нулів.
Середнє значення енергії, вирахуване на будь-якій іншій хвильовій функції завжди більше
за енергію основного стану.

## Інше
Основний стан заведено позначати кет-вектором {\displaystyle |0\rangle }.
Інші стани з більшою енергією називають збудженими станами.
Основний стан квантовомеханічної системи має велике значення тому, що багато систем, наприклад вільні атоми, молекули, внаслідок взаємодії з іншими системами, наприклад із електромагнітними коливаннями (випромінюючи надлишок енергії), приходять до основного стану.

## Приклад
Знайдемо основний стан, який буде розв'язком рівняння Шредінгера для квантового гармонічного осцилятора:
{\displaystyle {\frac {-\hbar }{2m}}{\frac {d^{2}\Psi (x)}{dx^{2}}}+{\frac {1}{2}}m\omega ^{2}x^{2}\Psi (x)=E\Psi (x)}
Випробуємо хвильову функцію форми:
{\displaystyle \Psi (x)=Ce^{-\alpha x^{2}/2}}
Підстановкою цієї функції в рівняння Шредінгера через другу похідну маємо:
{\displaystyle {\frac {d\Psi }{dx}}=-C{\frac {\alpha }{2}}e^{-\alpha x^{2}/2}2x}
{\displaystyle {\frac {d^{2}\Psi }{dx^{2}}}=-C\alpha e^{-\alpha x^{2}/2}+C\alpha ^{2}x^{2}e^{-\alpha x^{2}/2}}
{\displaystyle {\frac {-\hbar }{2m}}\lbrack {-\alpha +\alpha ^{2}x^{2}}\rbrack \Psi +{\frac {1}{2}}m{\omega }^{2}x^{2}\Psi =E\Psi }
Щоб це було розв'язком для всіх {\displaystyle x}, коефіцієнти мають бути однакові при всіх степенях. Цим ми можемо поєднати крайові умови з диференціальним рівнянням. Вирівнюємо коефіцієнти:
{\displaystyle {\frac {-\hbar ^{2}\alpha ^{2}}{2m}}+{\frac {1}{2}}m\omega ^{2}=0}
І з вільними членами отримуємо енергію:
{\displaystyle {\frac {-\hbar }{2m}}{\frac {m\omega }{\hbar }}=E_{0}={\frac {\hbar \omega }{2}}}
Тобто енергія системи, описаної квантовим гармонійним осцилятором, не може бути нульовою. Фізичні системи на зразок атомів у твердій ґратці або поліатомній молекулі в газі не можуть мати нульової енергії навіть за абсолютного нуля. Енергію основного коливального стану називають також нульовими коливаннями. Цієї енергії вистачає, щоб гелій-4 не замерз при атмосферному тиску незалежно від того, наскільки низька температура.